# Brittany Curran
Brittany Elizabeth Curran (Boston, Massachusetts, 2 de junho de 1990) é uma atriz americana de televisão e cinema.

## Filmografia
- 2004 - De repente 30 - Charlotte Byrnes
- 2004 - Freching - Stephanie
- 2005 - Betsy - Betsy
- 2005 - Go Figure - Pamela
- 2006 - A Casa Monstro - Jennie (voz)
- 2007 - A Hora do Arrepio - Priscilla Wright
- 2007 - Zack e Cody: Gêmeos em Ação - Chelsea Brimmer
- 2007-2007 - Drake & Josh  - Carly
- 2008 - O Mistério das Duas Irmãs - Helena Wright
- 2008 - Zack e Cody: Gêmeos a Bordo - Chelsea Brimmer
- 2008 - The Adventures of Food Boy - Shelby
- 2009 - Legally Blondes - Tiffany
- 2015 - Exeter - Reign/Devon